# Basaula Lemba
Basaúla Lemba (Kinshasa, 3 marzo 1965) è un ex calciatore della Repubblica Democratica del Congo, di ruolo centrocampista.
Ha due nipoti anch'essi calciatori: Nando Lupeta e Jucie Lupeta.

## Palmarès

### Competizioni nazionali
- Coppa del Portogallo: 1

Estrela Amadora: 1989-1990